# Phygadeuon troglodytes
Phygadeuon troglodytes är en stekelart som beskrevs av Johann Ludwig Christian Gravenhorst 1829.
Phygadeuon troglodytes ingår i släktet Phygadeuon och familjen brokparasitsteklar. Arten är reproducerande i Sverige. Inga underarter finns listade i Catalogue of Life.